# Ostseepokal (Handball) 1989
Der Baltic-Cup 1989 (ehemals Ostseepokal) war die 16. und letzte Austragung des Handballturniers für Nationalmannschaften. Gespielt wurde vom 17. bis zum 22. Januar 1989 in elf Städten der BR Deutschland.
Die sowjetische Mannschaft gewann durch einen 21:16 (8:11)-Erfolg gegen das westdeutsche Team zum siebten Mal den Titel. Den dritten Platz belegte das Team der DDR vor der polnischen Mannschaft.

## Spielorte
- Tunica-Sporthalle, Braunschweig (ein Vorrundenspiel)
- Stadthalle, Bremen (zwei Vorrundenspiele)
- Stadthalle, Bremerhaven (ein Vorrundenspiel)
- HBG-Sporthalle, Celle (ein Vorrundenspiel)
- Westfalenhallen, Dortmund (Spiele um die Plätze sieben, fünf, drei und das Finale)
- Alsterdorfer Sporthalle, Hamburg (zwei Vorrundenspiele)
- Stadionsporthalle, Hannover (beide Halbfinalspiele)
- Lüttfeldhalle, Lemgo (zwei Vorrundenspiele)
- Kreissporthalle, Lübbecke (beide Halbfinalspiele der Platzierungsrunde)
- Lindenberghalle, Osterode (zwei Vorrundenspiele)
- Nordsee-Sporthalle, Wilhelmshaven (ein Vorrundenspiel)

## Modus
In dieser Austragung spielten acht Mannschaften in zwei Vierer-Gruppen im Modus „Jeder gegen Jeden“.
Die Teams, die nach den Vorrundenspielen die Plätze 1 oder 2 in ihrer Gruppe belegten, qualifizierten sich für die Halbfinalspiele. Die Verlierer der Halbfinals spielten ein Spiel um Platz drei und die Gewinner im Finale um den Titel. Die Mannschaften auf den Plätzen 3 und 4 der Vorrundengruppen spielten die Platzierungsrunde um die Plätze 5 bis 8.

## Spielplan
Die Vorrunde begann am 17. Januar mit dem Eröffnungsspiel Tschechoslowakei gegen Polen in Osterode. Das Turnier endete am 22. Januar; im Finale spielten die Teams der Bundesrepublik Deutschland und der Sowjetunion in Dortmund gegeneinander.

### Vorrunde
Legende

#### Gruppe A
| Pl. | Land             | Sp. | S | U | N | Tore    | Diff. | Punkte |
| --- | ---------------- | --- | - | - | - | ------- | ----- | ------ |
| 1.  | Sowjetunion      | 3   | 3 | 0 | 0 | 078:620 | +16   | 06:00  |
| 2.  | Polen            | 3   | 2 | 0 | 1 | 074:710 | +3    | 04:20  |
| 3.  | Tschechoslowakei | 3   | 0 | 1 | 2 | 058:660 | −8    | 01:50  |
| 4.  | BR Deutschland B | 3   | 0 | 1 | 2 | 057:680 | −11   | 01:50  |

| 17. Januar 1989 18:30 Uhr | Tschechoslowakei        | 22:26   | Polen                  | Lindenberghalle, Osterode Zuschauer: 1.800 Schiedsrichter: Bußjäger, Hauck |
| 17. Januar 1989 18:30 Uhr | meiste Tore: Sovadina 7 | (11:14) | meiste Tore: Plechoć 8 | Lindenberghalle, Osterode Zuschauer: 1.800 Schiedsrichter: Bußjäger, Hauck |
| 17. Januar 1989 18:30 Uhr | Strafen: 1×             |         | Strafen: 1×            | Lindenberghalle, Osterode Zuschauer: 1.800 Schiedsrichter: Bußjäger, Hauck |

| 17. Januar 1989 20:00 Uhr | BR Deutschland B     | 20:26   | Sowjetunion           | Lindenberghalle, Osterode Zuschauer: 1.800 Schiedsrichter: Berndtsson, Hansson |
| 17. Januar 1989 20:00 Uhr | meiste Tore: Hartz 8 | (11:14) | meiste Tore: Atawin 8 | Lindenberghalle, Osterode Zuschauer: 1.800 Schiedsrichter: Berndtsson, Hansson |
| 17. Januar 1989 20:00 Uhr | Strafen: 3×          |         | Strafen: 4×           | Lindenberghalle, Osterode Zuschauer: 1.800 Schiedsrichter: Berndtsson, Hansson |

| 18. Januar 1989 19:30 Uhr | Tschechoslowakei       | 17:17  | BR Deutschland B                   | Tunica-Sporthalle, Braunschweig Zuschauer: 900 Schiedsrichter: Øie, Høgsnes |
| 18. Januar 1989 19:30 Uhr | meiste Tore: Lipták 10 | (10:9) | meiste Tore: Hartz, Marquardt je 5 | Tunica-Sporthalle, Braunschweig Zuschauer: 900 Schiedsrichter: Øie, Høgsnes |
| 18. Januar 1989 19:30 Uhr | Strafen: 6×            |        | Strafen: 6×                        | Tunica-Sporthalle, Braunschweig Zuschauer: 900 Schiedsrichter: Øie, Høgsnes |

| 18. Januar 1989 19:30 Uhr | Polen                  | 23:29   | Sowjetunion            | HBG-Sporthalle, Celle Zuschauer: 1.200 Schiedsrichter: Lienhop, Meuler |
| 18. Januar 1989 19:30 Uhr | meiste Tore: Antczak 5 | (12:16) | meiste Tore: Atawin 10 | HBG-Sporthalle, Celle Zuschauer: 1.200 Schiedsrichter: Lienhop, Meuler |
| 18. Januar 1989 19:30 Uhr | Strafen: 3×            |         | Strafen: 4×            | HBG-Sporthalle, Celle Zuschauer: 1.200 Schiedsrichter: Lienhop, Meuler |

| 20. Januar 1989 18:30 Uhr | Sowjetunion                         | 23:19  | Tschechoslowakei      | Lüttfeldhalle, Lemgo Zuschauer: 2.800 Schiedsrichter: Vorderleitner, Wille |
| 20. Januar 1989 18:30 Uhr | meiste Tore: Atawin, Tutschkin je 7 | (9:11) | meiste Tore: Lipták 6 | Lüttfeldhalle, Lemgo Zuschauer: 2.800 Schiedsrichter: Vorderleitner, Wille |
| 20. Januar 1989 18:30 Uhr | Strafen: 4×                         |        | Strafen: 6×           | Lüttfeldhalle, Lemgo Zuschauer: 2.800 Schiedsrichter: Vorderleitner, Wille |

| 20. Januar 1989 20:00 Uhr | Polen                | 25:20   | BR Deutschland B     | Lüttfeldhalle, Lemgo Zuschauer: 2.800 Schiedsrichter: Arnaldsson, Haraldsson |
| 20. Januar 1989 20:00 Uhr | meiste Tore: Wenta 9 | (12:14) | meiste Tore: Hartz 5 | Lüttfeldhalle, Lemgo Zuschauer: 2.800 Schiedsrichter: Arnaldsson, Haraldsson |
| 20. Januar 1989 20:00 Uhr | Strafen: 4×          |         | Strafen: 6×          | Lüttfeldhalle, Lemgo Zuschauer: 2.800 Schiedsrichter: Arnaldsson, Haraldsson |

#### Gruppe B
| Pl. | Land             | Sp. | S | U | N | Tore    | Diff. | Punkte |
| --- | ---------------- | --- | - | - | - | ------- | ----- | ------ |
| 1.  | BR Deutschland A | 3   | 3 | 0 | 0 | 067:480 | +19   | 06:00  |
| 2.  | DDR              | 3   | 2 | 0 | 1 | 075:690 | +6    | 04:20  |
| 3.  | Finnland         | 3   | 1 | 0 | 2 | 066:690 | −3    | 02:40  |
| 4.  | Ungarn           | 3   | 0 | 0 | 3 | 051:730 | −22   | 00:60  |

| 17. Januar 1989 19:30 Uhr | DDR                      | 26:21   | Ungarn                | Nordsee-Sporthalle, Wilhelmshaven Zuschauer: 1.000 Schiedsrichter: Øie, Høgsnes |
| 17. Januar 1989 19:30 Uhr | meiste Tore: Borchardt 8 | (11:12) | meiste Tore: Marosi 7 | Nordsee-Sporthalle, Wilhelmshaven Zuschauer: 1.000 Schiedsrichter: Øie, Høgsnes |
| 17. Januar 1989 19:30 Uhr | Strafen: 5×              |         | Strafen: 5×           | Nordsee-Sporthalle, Wilhelmshaven Zuschauer: 1.000 Schiedsrichter: Øie, Høgsnes |

| 17. Januar 1989 19:30 Uhr | Finnland                  | 16:22 | BR Deutschland A                  | Stadthalle, Bremerhaven Zuschauer: 2.500 Schiedsrichter: Vorderleitner, Wille |
| 17. Januar 1989 19:30 Uhr | meiste Tore: M. Källman 5 | (9:9) | meiste Tore: Fitzek, Neitzel je 6 | Stadthalle, Bremerhaven Zuschauer: 2.500 Schiedsrichter: Vorderleitner, Wille |
| 17. Januar 1989 19:30 Uhr | Strafen: 2×               |       | Strafen: 2×                       | Stadthalle, Bremerhaven Zuschauer: 2.500 Schiedsrichter: Vorderleitner, Wille |

| 18. Januar 1989 18:30 Uhr | DDR                      | 29:26   | Finnland                   | Alsterdorfer Sporthalle, Hamburg Zuschauer: 4.100 Schiedsrichter: Bußjäger, Hauck |
| 18. Januar 1989 18:30 Uhr | meiste Tore: Borchardt 7 | (13:15) | meiste Tore: M. Källman 11 | Alsterdorfer Sporthalle, Hamburg Zuschauer: 4.100 Schiedsrichter: Bußjäger, Hauck |
| 18. Januar 1989 18:30 Uhr | Strafen: 5×              |         | Strafen: 4×                | Alsterdorfer Sporthalle, Hamburg Zuschauer: 4.100 Schiedsrichter: Bußjäger, Hauck |

| 18. Januar 1989 20:00 Uhr | Ungarn                | 12:23 | BR Deutschland A      | Alsterdorfer Sporthalle, Hamburg Zuschauer: 4.100 Schiedsrichter: Arnaldsson, Haraldsson |
| 18. Januar 1989 20:00 Uhr | meiste Tore: Marosi 5 | (5:9) | meiste Tore: Fitzek 6 | Alsterdorfer Sporthalle, Hamburg Zuschauer: 4.100 Schiedsrichter: Arnaldsson, Haraldsson |
| 18. Januar 1989 20:00 Uhr | Strafen: 3×           |       | Strafen: 4×           | Alsterdorfer Sporthalle, Hamburg Zuschauer: 4.100 Schiedsrichter: Arnaldsson, Haraldsson |

| 20. Januar 1989 18:30 Uhr | Ungarn                             | 18:24  | Finnland                  | Stadthalle, Bremen Zuschauer: 5.800 Schiedsrichter: Lienhop, Meuler |
| 20. Januar 1989 18:30 Uhr | meiste Tore: Iváncsik, Marosi je 6 | (7:12) | meiste Tore: M. Källman 9 | Stadthalle, Bremen Zuschauer: 5.800 Schiedsrichter: Lienhop, Meuler |
| 20. Januar 1989 18:30 Uhr | Strafen: 7× 1×                     |        | Strafen: 4×               | Stadthalle, Bremen Zuschauer: 5.800 Schiedsrichter: Lienhop, Meuler |

| 20. Januar 1989 20:00 Uhr | BR Deutschland A       | 22:20  | DDR                       | Stadthalle, Bremen Zuschauer: 5.800 Schiedsrichter: Berndtsson, Hansson |
| 20. Januar 1989 20:00 Uhr | meiste Tore: Neitzel 6 | (11:9) | meiste Tore: Borchardt 10 | Stadthalle, Bremen Zuschauer: 5.800 Schiedsrichter: Berndtsson, Hansson |
| 20. Januar 1989 20:00 Uhr | Strafen: 7×            |        | Strafen: 6×               | Stadthalle, Bremen Zuschauer: 5.800 Schiedsrichter: Berndtsson, Hansson |

### Finalspiele und Platzierungsrunde

#### Übersicht
| Halbfinalspiele               | Halbfinalspiele               | Halbfinalspiele               |                  |                  | Finalspiele | Finalspiele | Finalspiele |
|                               |                               |                               |                  |                  |             |             |             |
| B1                            | BR Deutschland A              | 20                            |                  |                  |             |             |             |
| A2                            | Polen                         | 19                            |                  |                  | Finale      | Finale      | Finale      |
| nach zweimaliger Verlängerung | nach zweimaliger Verlängerung | nach zweimaliger Verlängerung | B1               | BR Deutschland A | 16          |             |             |
|                               |                               |                               |                  | A1               | Sowjetunion | 21          |             |
| A1                            | Sowjetunion                   | 26                            |                  |                  |             |             |             |
| B2                            | DDR                           | 23                            |                  |                  |             |             |             |
|                               |                               |                               | Spiel um Platz 3 |                  |             |             |             |
|                               |                               |                               | A2               | Polen            | 22          |             |             |
| B2                            | DDR                           | 30                            |                  |                  |             |             |             |
|                               |                               |                               |                  |                  |             |             |             |

| Platzierungsspiele Platz 5–8 | Platzierungsspiele Platz 5–8 | Platzierungsspiele Platz 5–8 |                  |                  | Spiele um Platz 5 und Platz 7 | Spiele um Platz 5 und Platz 7 | Spiele um Platz 5 und Platz 7 |
|                              |                              |                              |                  |                  |                               |                               |                               |
| A3                           | Tschechoslowakei             | 26                           |                  |                  |                               |                               |                               |
| B4                           | Ungarn                       | 24                           |                  |                  | Spiel um Platz 5              | Spiel um Platz 5              | Spiel um Platz 5              |
|                              |                              |                              | A3               | Tschechoslowakei | 19                            |                               |                               |
|                              |                              |                              |                  | A4               | BR Deutschland B              | 21                            |                               |
| B3                           | Finnland                     | 26                           |                  |                  |                               |                               |                               |
| A4                           | BR Deutschland B             | 27                           |                  |                  |                               |                               |                               |
|                              |                              |                              | Spiel um Platz 7 |                  |                               |                               |                               |
|                              |                              |                              | B3               | Finnland         | 20                            |                               |                               |
| B4                           | Ungarn                       | 29                           |                  |                  |                               |                               |                               |
|                              |                              |                              |                  |                  |                               |                               |                               |

#### Halbfinalspiele
| 21. Januar 1989 15:00 Uhr | BR Deutschland A      | 20:19 n. 2. V.          | Polen                     | Stadionsporthalle, Hannover Zuschauer: 3.800 Schiedsrichter: Øie, Høgsnes |
| 21. Januar 1989 15:00 Uhr | meiste Tore: Fitzek 7 | (9:9), (18:18), (19:19) | meiste Tore: Tłuczyński 7 | Stadionsporthalle, Hannover Zuschauer: 3.800 Schiedsrichter: Øie, Høgsnes |
| 21. Januar 1989 15:00 Uhr | Strafen: 4×           |                         | Strafen: 3×               | Stadionsporthalle, Hannover Zuschauer: 3.800 Schiedsrichter: Øie, Høgsnes |

| 21. Januar 1989 16:30 Uhr | Sowjetunion           | 26:23  | DDR                      | Stadionsporthalle, Hannover Zuschauer: 3.800 Schiedsrichter: Bußjäger, Hauck |
| 21. Januar 1989 16:30 Uhr | meiste Tore: Atawin 5 | (15:9) | meiste Tore: Borchardt 7 | Stadionsporthalle, Hannover Zuschauer: 3.800 Schiedsrichter: Bußjäger, Hauck |
| 21. Januar 1989 16:30 Uhr | Strafen: 3×           |        | Strafen: 4×              | Stadionsporthalle, Hannover Zuschauer: 3.800 Schiedsrichter: Bußjäger, Hauck |

#### Spiel um Platz 3
| 22. Januar 1989 16:00 Uhr | Polen                | 22:30   | DDR                      | Westfalenhallen, Dortmund Zuschauer: 6.000 Schiedsrichter: Lienhop, Meuler |
| 22. Januar 1989 16:00 Uhr | meiste Tore: Wenta 6 | (10:16) | meiste Tore: Borchardt 8 | Westfalenhallen, Dortmund Zuschauer: 6.000 Schiedsrichter: Lienhop, Meuler |
| 22. Januar 1989 16:00 Uhr | Strafen: 3×          |         | Strafen: 1×              | Westfalenhallen, Dortmund Zuschauer: 6.000 Schiedsrichter: Lienhop, Meuler |

#### Finale
| 22. Januar 1989 14:30 Uhr | Sowjetunion           | 21:16  | BR Deutschland A       | Westfalenhallen, Dortmund Zuschauer: 6.000 Schiedsrichter: Arnaldsson, Haraldsson |
| 22. Januar 1989 14:30 Uhr | meiste Tore: Atawin 9 | (8:11) | meiste Tore: Schwalb 4 | Westfalenhallen, Dortmund Zuschauer: 6.000 Schiedsrichter: Arnaldsson, Haraldsson |
| 22. Januar 1989 14:30 Uhr | Strafen: 4×           |        | Strafen: 4×            | Westfalenhallen, Dortmund Zuschauer: 6.000 Schiedsrichter: Arnaldsson, Haraldsson |

#### Platzierungsspiele Platz 5–8
| 21. Januar 1989 15:00 Uhr | Tschechoslowakei        | 26:24   | Ungarn                           | Kreissporthalle, Lübbecke Zuschauer: 500 Schiedsrichter: Lienhop, Meuler |
| 21. Januar 1989 15:00 Uhr | meiste Tore: Sovadina 7 | (14:10) | meiste Tore: Marosi, Putics je 5 | Kreissporthalle, Lübbecke Zuschauer: 500 Schiedsrichter: Lienhop, Meuler |
| 21. Januar 1989 15:00 Uhr | Strafen: 3×             |         | Strafen: 5×                      | Kreissporthalle, Lübbecke Zuschauer: 500 Schiedsrichter: Lienhop, Meuler |

| 21. Januar 1989 16:30 Uhr | Finnland                  | 26:27   | BR Deutschland B      | Kreissporthalle, Lübbecke Zuschauer: 600 Schiedsrichter: Vorderleitner, Wille |
| 21. Januar 1989 16:30 Uhr | meiste Tore: M. Källman 9 | (15:14) | meiste Tore: Hartz 10 | Kreissporthalle, Lübbecke Zuschauer: 600 Schiedsrichter: Vorderleitner, Wille |
| 21. Januar 1989 16:30 Uhr | Strafen: 3×               |         | Strafen: 6×           | Kreissporthalle, Lübbecke Zuschauer: 600 Schiedsrichter: Vorderleitner, Wille |

#### Spiel um Platz 7
| 22. Januar 1989 09:30 Uhr | Finnland                | 20:29   | Ungarn                   | Westfalenhallen, Dortmund Zuschauer: 3.500 Schiedsrichter: Øie, Høgsnes |
| 22. Januar 1989 09:30 Uhr | meiste Tore: Rönnberg 7 | (14:13) | meiste Tore: Iváncsik 11 | Westfalenhallen, Dortmund Zuschauer: 3.500 Schiedsrichter: Øie, Høgsnes |
| 22. Januar 1989 09:30 Uhr | Strafen: 3×             |         | Strafen: 1×              | Westfalenhallen, Dortmund Zuschauer: 3.500 Schiedsrichter: Øie, Høgsnes |

#### Spiel um Platz 5
| 22. Januar 1989 11:00 Uhr | Tschechoslowakei                            | 19:21   | BR Deutschland B                  | Westfalenhallen, Dortmund Zuschauer: 3.500 Schiedsrichter: Berndtsson, Hansson |
| 22. Januar 1989 11:00 Uhr | meiste Tore: Baumruk, Lipták, Sedláček je 4 | (12:10) | meiste Tore: Harting, Winter je 5 | Westfalenhallen, Dortmund Zuschauer: 3.500 Schiedsrichter: Berndtsson, Hansson |
| 22. Januar 1989 11:00 Uhr | Strafen: 1×                                 |         | Strafen: 2×                       | Westfalenhallen, Dortmund Zuschauer: 3.500 Schiedsrichter: Berndtsson, Hansson |

## Abschlussplatzierungen
| Rang   | Team             | Sp. | S | U | N | Tore    | Diff. |
| ------ | ---------------- | --- | - | - | - | ------- | ----- |
| Gold   | Sowjetunion      | 5   | 5 | 0 | 0 | 125:101 | + 24  |
| Silber | BR Deutschland A | 5   | 4 | 0 | 1 | 103:880 | + 15  |
| Bronze | DDR              | 5   | 3 | 0 | 2 | 128:117 | + 11  |
| 4.     | Polen            | 5   | 2 | 0 | 3 | 115:121 | − 06  |
| 5.     | BR Deutschland B | 5   | 2 | 1 | 2 | 105:113 | − 08  |
| 6.     | Tschechoslowakei | 5   | 1 | 1 | 3 | 103:111 | − 08  |
| 7.     | Ungarn           | 5   | 1 | 0 | 4 | 104:119 | − 15  |
| 8.     | Finnland         | 5   | 1 | 0 | 4 | 112:125 | − 13  |

## Aufgebote
| 1. | 2. A | 3. | 4. |
| --- | --- | --- | --- |
| Torwart: Andrei Lawrow (4/–) Igor Tschumak (4/–) 0 Feldspieler: Wjatscheslaw Atawin (5/39) Michail Jakimowitsch (4/6) Dmitri Karlow (4/–) Aljaksandr Karschakewitsch (5/9) Alexander Maistrenko (5/2) Wadim Mursakow (3/4) Juri Nesterow (5/7) Konstantin Scharowarow (5/13) Georgi Sviridenko (5/2) Andrei Tjumenzew (5/14) Alexander Tutschkin (5/23) Andrei Xepkin (5/6) | Torwart: Stefan Hecker (4/–) Michael Krieter (–/–) Andreas Thiel (4/–) Feldspieler: Andreas Dörhöfer (5/7) Christian Fitzek (5/26) Dirk Kelle (3/1) Michael Klemm (5/11) Frank Löhr (5/1) Jörg Löhr (1/–) Hans-Jürgen Müller (4/6) Rüdiger Neitzel (5/16) Peter Quarti (5/9) Ulrich Roth (5/5) Martin Schwalb (5/11) Uwe Schwenker (5/10) | Torwart: Lutz Grosser (2/–) Uwe Kern (3/–) Gunar Schimrock (4/–) Feldspieler: Rüdiger Borchardt (5/40) Jens Fiedler (3/–) Mike Fuhrig (5/13) Matthias Hahn (5/14) Maik Handschke (5/14) Stephan Hauck (5/19) Stephan Lache (1/–) Holger Langhoff (5/3) Bernd Metzke (5/7) Jürgen Querengässer (5/6) Jörg Sonnefeld (4/1) Andreas Tam (1/–) Holger Winselmann (5/11) | Torwart: Mariusz Dudek (4/–) Wiesław Goliat (4/–) 0 Feldspieler: Ryszard Antczak (4/9) Dariusz Bugaj (4/8) Adam Dawidziuk (3/3) Mariusz Kędziora (3/2) Tomasz Lebiedzinski (3/1) Ryszard Masłoń (5/4) Andrzej Młoczyński (5/16) Zbigniew Plechoć (5/18) Grzegorz Subocz (5/3) Andrzej Tłuczyński (5/13) Daniel Waszkiewicz (5/15) Bogdan Wenta (5/23) |
| in Klammern Spiele/Tore | | | |
| Spartak Mironowitsch (Trainer) | Petre Ivănescu (Trainer) | Klaus Langhoff (Trainer) | Zenon Łakomy (Trainer) |

| 5. B | 6. | 7. | 8. |
| --- | --- | --- | --- |
| Torwart: Hans-Peter Fries (5/–) Frank Hofstötter (5/–) 0 Feldspieler: Frank Harting (4/7) Jürgen Hartz (5/30) Michael Hein (5/–) Andreas Hertelt (5/6) Martin Heuberger (5/12) Ralph Köhring (–/–) Jörg Krewinkel (5/7) Sven Marquardt (4/6) Thomas Schulz (5/3) Wolfgang Winter (5/20) Volker Zerbe (5/14) | Torwart: Dušan Bakša (2/–) Michal Barda (2/–) Ľubomír Švajlen (4/–) Feldspieler: Petr Baumruk (5/16) Roman Bečvář (5/12) Milan Foľta (5/1) Libor Hrabal (1/–) Jiří Krčmář (1/–) Martin Lipták (5/28) Jan Novák (5/3) Ján Sedláček (5/8) Martin Šetlík (5/8) Libor Sovadina (5/16) Csaba Szücs (5/–) Josef Toma (3/–) Zdeněk Vaněk (5/11) | Torwart: Imre Bíró (4/–) Zsolt Cziráki (3/–) János Szathmári (4/–) Feldspieler: Gábor Adorján (5/9) Otto Csicsai (5/3) Gábor Felföldi (5/3) Ferenc Füzesi (4/7) Mihály Iváncsik (5/26) Balázs Kertész (5/3) László Marosi (5/27) László Polgár (5/8) István Pribék (5/9) Jenő Putics (5/8) Géza Tóth (5/–) Vilmos Varjú (5/1) | Torwart: Tommy Ruponen (5/1) Jarkko Salo (5/–) 0 Feldspieler: Sami Goman (5/8) Joumi Hämäläinen (3/–) Jan Källman (5/8) Mikael Källman (5/38) Peter Kihlstedt (5/7) Jari Laine (5/3) Markus Lindberg (2/1) Markku Mäkinen (5/12) Thomas Nyberg (5/3) Thomas Pökelmann (5/4) Jan Rönnberg (3/18) Robert Stubb (4/1) Ari-Pekka Tuomi (4/3) Tomas Westerlund (4/5) |
| in Klammern Spiele/Tore | | | |
| Horst Bredemeier (Trainer) | Vojtech Mareš (Trainer) | Lajos Mocsai (Trainer) | Claes Åström (Trainer) |

## Torschützenliste
| Pl. | Name                | Team             | Tore | FT | 7m | Sp. | T/S |
| --- | ------------------- | ---------------- | ---- | -- | -- | --- | --- |
| 01  | Rüdiger Borchardt   | DDR              | 40   | 13 | 27 | 5   | 8   |
| 02  | Wjatscheslaw Atawin | Sowjetunion      | 39   | 19 | 20 | 5   | 7,8 |
| 03  | Mikael Källman      | Finnland         | 38   | 26 | 12 | 5   | 7,6 |
| 04  | Jürgen Hartz        | BR Deutschland B | 30   | 20 | 10 | 5   | 6   |
| 05  | Martin Lipták       | Tschechoslowakei | 28   | 11 | 17 | 5   | 5,6 |
| 06  | László Marosi       | Ungarn           | 27   | 16 | 11 | 5   | 5,4 |
| 07  | Christian Fitzek    | BR Deutschland A | 26   | 26 | 0  | 5   | 5,2 |
| 07  | Mihály Iváncsik     | Ungarn           | 26   | 19 | 7  | 5   | 5,2 |
| 09  | Alexander Tutschkin | Sowjetunion      | 23   | 23 | 0  | 5   | 4,6 |
| 09  | Bogdan Wenta        | Polen            | 23   | 17 | 6  | 5   | 4,6 |
| 11  | Wolfgang Winter     | BR Deutschland B | 20   | 20 | 0  | 5   | 4   |

## Sonstiges
- Spartak Mironowitsch vertrat den etatmäßigen Trainer der Sowjetunion Anatolyj Ewtuschenko, der sich einer Bypass-Operation unterziehen musste.[2]
- Die isländischen Schiedsrichter Stefán Arnaldsson und Ólafur Haraldsson erhielten kurz nach dem Finale eine anonyme Morddrohung.[3]